# 9844 Otani
9844 Otani eller 1989 WF1 är en asteroid i huvudbältet som upptäcktes den 23 november 1989 av de japanska astronomerna Yoshio Kushida och Osamu Muramatsu vid Yatsugatake-Kobuchizawa-observatoriet. Den är uppkallad efter Toyokazu Otani.